# St. Jakobshalle
El St. Jakobshalle es un estadio de Basilea, en el territorio adyacente al municipio de Münchenstein, Suiza. Se utiliza principalmente para eventos deportivos y conciertos en interiores. El estadio originalmente tenía capacidad para 9000 personas y se inauguró en septiembre de 1976. Es la sede del torneo de tenis masculino Swiss Indoors.
El edificio cuenta con salas y pabellones de diferentes tamaños que se utilizan para todo tipo de eventos. Cada año, los mejores jugadores de bádminton del mundo se reúnen para su torneo internacional de gran premio y los mejores jugadores europeos de Sepak takraw se enfrentan.

## Historia

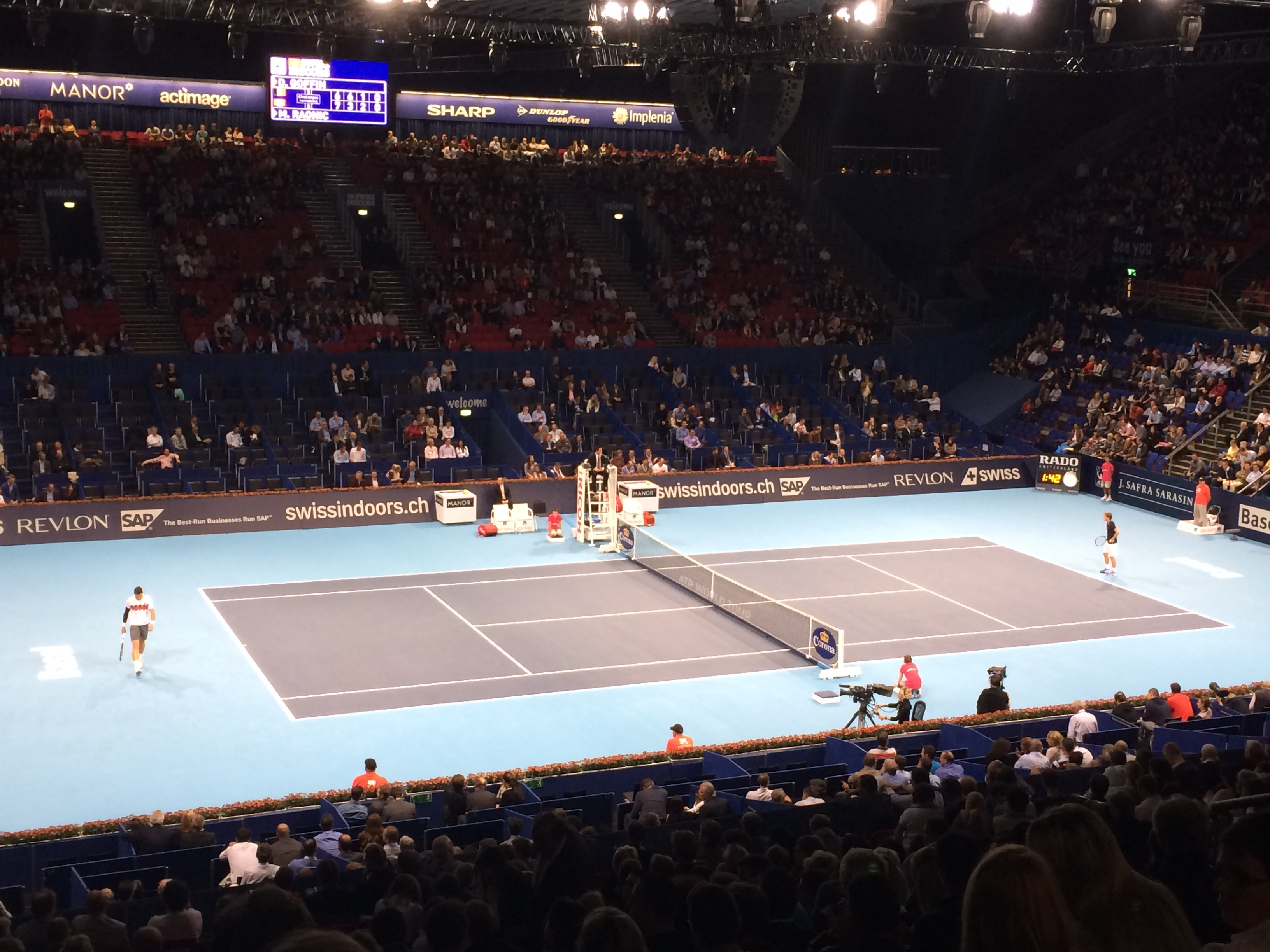
El recinto durante el Torneo de Basilea 2014

El torneo anual de tenis masculino Swiss Indoors se lleva a cabo en el St. Jakobshalle desde 1975 y el Women's Top Volley International desde 1989. El torneo ecuestre internacional CSI Basel se lleva a cabo en el lugar todos los años desde 2010.
Otros eventos deportivos incluyen el Campeonato Mundial de Balonmano Masculino de 1986, el Swiss Open de 1991, el Campeonato Mundial IIHF de 1998, el Campeonato Europeo de Balonmano Masculino de 2006, el Campeonato Mundial de Bádminton de 2019, el Campeonato Europeo de Balonmano Femenino de 2024, el Campeonato Europeo de Balonmano Masculino de 2028 y el Campeonato Mundial de Curling Masculino en 2012 y 2016.
Fue la sede del equipo de hockey sobre hielo EHC Basel desde 1976 hasta 2002 antes de que el equipo se mudara al St. Jakob Arena, que abrió sus puertas en octubre de 2002. Según la biografía de Bob Dylan Chronicles: Volume One, decidió después de un concierto en el St. Jakobshalle emprender la gira Never Ending Tour.
El 13, 15 y 17 de mayo de 2025 el recinto acogió las semifinales y la gran final del Festival de la Canción de Eurovisión, tras su victoria de Nemo en el evento del año anterior con "The Code".

### Renovación
En enero de 2015, el Gran Consejo de Basilea-Ciudad aprobó un préstamo de 105 millones de francos suizos para la renovación y modernización de la sala, con 89 votos a favor y una abstención. Entre 2016 y 2018, el recinto fue renovado por completo y su tecnología se actualizó a la última. Reabrió sus puertas en octubre de 2018 y ahora tiene un aforo de 12 400 personas en el pabellón principal. El complejo también alberga cinco salas más pequeñas con capacidad variable, un centro de negocios, área VIP, cuatro gimnasios y una piscina de 25 metros. El aparcamiento tiene 1465 plazas.
Tras el éxito del tenista suizo nacido en Basilea, Roger Federer, el director deportivo de Basilea había anunciado que, tras la actual renovación, el estadio pasaría a llamarse "Roger Federer Arena", pero esta medida fue bloqueada en una votación del consejo local.